# Ion Marin Sadoveanu
Ion Marin Sadoveanu (pseudonimul literar al lui Iancu-Leonte Marinescu) (n. 15 iunie 1893, București – d. 2 februarie 1964) a fost un scriitor, dramaturg și romancier român.

## Date biografice
Școala primară o face la Constanța, unde tatăl său, Nicolae Marinescu-Sadoveanu, era medic primar. A urmat gimnaziul „Mircea cel Bătrân” pe care l-a absolvit în 1908; urmează apoi secția modernă de la Liceul „Sf. Sava” din București (1908-1912). A făcut studii de filosofie la București și la Paris. După Primul Război Mondial este șef de cabinet la Ministerul de Interne, apoi până în 1920 se află la Paris. Din 1926 este inspector al teatrelor, apoi inspector general, iar din 1933 director general al teatrelor și operelor. Destituit, devine redactor la „Timpul” (1941-1942), dramaturg al Teatrului Național până în 1944. Publicist colaboraționist pro-german în timpul regimului Antonescu. În 1950 a fost redactor la „Universul”; director al Teatrului Național din 1956; membru al Comisiei Naționale UNESCO din 1958.

## Opera
Debutează cu un poem în „Revista celor șase” (1912); debutul în volum se produce în 1926 cu Dramă și teatru. După câteva încercări în genul dramatic: Metamorfoze (dramă în versuri, 1927), Anno domini (1927) și Molima (1930), considerate de autor drept experiențe de debutant, scriitorul a abordat romanul.
Sfârșit de veac în București (1944) continuă, în formulă balzaciană, cronica arivismului burghez, începută de Nicolae Filimon și reconstituie cu precizie și culoare ultimele decenii al secolului al XIX-lea. Romanul excelează mai ales prin prezența lui Iancu Urmatecu, personaj de o deosebită complexitate, în care inteligența și sentimentalismul, cinismul și lipsa de scrupule coexistă verosimil. Ion Sîntu (1957), conceput ca un „Bildungsroman” (roman al formării personalității), întregește fresca socială cu primii ani ai secolului al XX-lea. Romanul început în 1944 conține numeroase implicații autobiografice, atent mascate prin obiectivitatea  epicului tradițional. El îl continuă pe cel precedent, urmărind destinele lui Matei și Ion Sîntu, tentativele de evadare dintr-o lume pe care o găsesc anacronică – lumea lui Iancu Urmatecu – în care sensul lucrurilor îl dau evenimente cum sunt: Răscoala din 1907, începutul Primului Război Mondial. Taurul mării (1962) evocă viața din vechiul oraș dobrogean Histria.
Ion Marin Sadoveanu a profesat cu competență cronica dramatică și a publicat studii despre teatru: De la mimus la baroc (1933), Drama și teatrul religios în Evul mediu (1942) urma să facă parte dintr-o istorie a dramei și teatrului pe care n-a terminat-o  ș.a. A tradus din Heinrich von Kleist, Stendhal, Shakespeare, Ibsen, Goethe, Heine ș.a. A publicat un volum de poezii Cântece de rob (1930), cu o poezie metafizică și religioasă în maniera lui Paul Claudel. A mai publicat povestiri, eseuri, memorialistică, note de călătorie, povestiri science-fiction: Sistemul celor 24 de sori (CPSSF #115 / 01/09/1959) și Akho și Tao: O poveste din vremea ghețarilor înalți (1963). S-a distins și ca un excelent conferențiar.

## Distincții
- Ordinul Meritul Cultural, în gradul de Cavaler clasa I, pentru litere (1 februarie 1943)[6]
- Ordinul Muncii cl. a-II-a (1963)[7]